# Classe I-400
O classe de submarino I-400 (伊四百型潜水艦, I-yon-hyaku-gata sensuikan) da Marinha Imperial Japonesa foram os maiores da II Guerra Mundial e permaneceram até o desenvolvimento de submarinos de mísseis balísticos na década de 1960. Eles eram os submarinos porta-aviões capazes de transportar até três Hidro-aviões Aichi M6A "Seiran" para seus destinos. Eles foram fabricados para ir a superfície, lançar os aviões e em seguida mergulhar rapidamente, antes de serem descobertos pelos inimigos de guerra, al';em disso serviam como transporte de torpedos para o combate mais próximo.
O Classe I-400 foi projetado com capacidade para viajar a qualquer parte do mundo com estrutura de ida e volta. Em 1942 foi planejada uma frota com 18 embarcações, mas somente em janeiro de 1943 que começaram os trabalhos sobre a primeira embarcação, no Arsenal Naval de Kure.

## Origem
A classe de submarino I-400 foi uma criação do Almirante Isoroku Yamamoto, Comandante-Chefe da Frota Combinada. Pouco depois do ataque a Pearl Harbor, em dezembro de 1941, ele concebeu a ideia de levar a guerra para os Estados Unidos continental, na tentativa de executar ataques aéreos contra as cidades ao longo da Costa Oeste e Leste dos Estados Unidos, usando aviões lançados por submarinos. Ele designou o Capitão Kameto Kuroshima para fazer um estudo.
Yamamoto apresentou a proposta resultante à sede da Frota em 13 de janeiro de 1942. Apelou para uma frota de 18 submarinos grandes e com capacidade para realizar três viagens de ida e volta da costa oeste dos Estados Unidos sem a necessidade de reabastecer ou para qualquer ponto do globo. Eles também eram capazes de armazenar e lançar pelo menos dois aviões de ataque armados com um Torpedo ou 800 kg (1.800 libras) de bombas. 
Até 17 de março, planos gerais de design para os submarinos foram concluídos. A construção do I-400 teve início no Arsenal Naval de Kure em 18 de janeiro de 1943 e mais quatro embarcações em seguida: I-401 (abril 1943) e I-402 (Outubro 1943) em Sasebo, I-403 (Setembro 1943) em Kobe e I- 404 (Fevereiro 1944), em Kure, das quais apenas três foram concluídas.
Após a morte de Yamamoto, durante uma viagem de inspeção das Ilhas Salomão, em abril de 1943, o número de aeronaves de transporte de submarinos a ser construída foi reduzido  de 18 para 9, depois apenas cinco e finalmente três. Apenas I-400 e I-401 entraram em serviço efetivo. Já o I-402 foi concluído três semanas antes do fim da guerra em 24 de julho de 1945, mas nunca chegou ao mar.

## Características
Cada um tinha quatro motores de 3 mil cavalos de potência (2,2 MW) e  transportava combustível suficiente para ir ao redor do mundo uma volta e meia - mais do que suficiente para chegar aos Estados Unidos no leste ou oeste. Deslocavam 6,5 mil toneladas e tinham mais de 400 pés (120m) de comprimento, três vezes o tamanho dos submarinos típicos da época. O casco de pressão tinha uma figura única em forma de oito  que dava a força e estabilidade necessários para suportar o peso de um grande hangar no deck. Para permitir a saída de aeronaves ao centro do navio, a torre de comando foi deslocada.
Localizado a cerca de meia nau no andar de cima havia um hangar cilíndrico estanque, com 31 m (102 pés) de comprimento e 3,5 m (11 pés) de diâmetro. A porta de acesso externo podia ser aberta hidraulicamente de dentro ou aberta manualmente a partir do exterior, girando um grande volante ligado a uma cremalheira e engrenagem de dentes retos. A porta foi impermeabilizada com uma junta de borracha de duas polegadas de espessura.

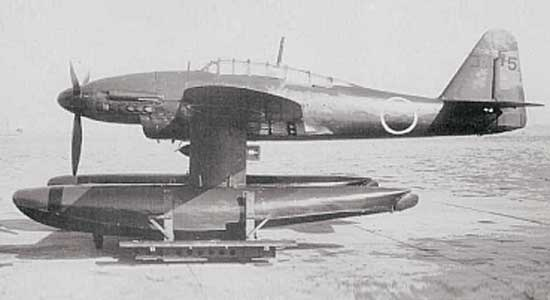
O Aichi M6A "Seiran"

O hangar na classe I-400 foi originalmente concebido para transportar duas aeronaves. Em 1943, no entanto, o comandante Yasuo Fujimori, Oficial de Submarinos do Estado-Maior Naval, pediu para o hangar ser ampliado para acomodar três aviões. Isto foi considerado viável e, remodelado, o I-400 passou a comportar até três aviões Aichi M6A "Seiran".
O Seiran foi projetado especificamente para uso a bordo dos submarinos e poderia levar uma bomba de 800 kg, no raio de 650 milhas (1000 km) a 295 milhas por hora (474 km/h). Para caber dentro dos estreitos limites do hangar, as asas do Seiran  possuíam rotação de 90 graus e dobradas hidraulicamente contra a fuselagem, estabilizadores horizontais dobrado para baixo e a parte superior do estabilizador vertical dobrado de modo que o perfil global para a frente da aeronave estava dentro do diâmetro de sua hélice. Quando implantado para o voo, eles tinham uma envergadura de 40 pés (12 m) e um comprimento de 38 pés (11,6 m). Um grupo de quatro pessoas poderia preparar os três aviões em 45 minutos. Como o Seiran normalmente seria lançado durante a noite, peças e áreas do avião foram revestidas com tinta luminescente, a fim de facilitar a montagem no escuro.
Os Seiran seriam lançados em uma catapulta de ar comprimido com 26 m (85 pés). Debaixo da catapulta havia uma faixa com quatro balões de ar de alta pressão conectados em paralelo a um pistão. O avião, montado em cima de carros dobráveis via catapulta e pontos de fixação ao longo de sua fuselagem, seria lançado 70-75 pés ao longo da pista, embora o pistão se moveu apenas entre oito e dez pés durante a operação.
Dois conjuntos de pontões para o Seiran foram armazenados em compartimentos estanques especiais localizados abaixo do convés principal em ambos os lados da faixa de catapulta. De lá, eles poderiam ser rapidamente deslizados para a frente em rampas e anexado às asas do avião. Um terceiro conjunto de pontões mais peças adicionais foram mantidos dentro do hangar. A existência do Seiran era desconhecido para a inteligência dos Aliados durante a guerra.
Situada no topo do hangar da aeronave estavam três metralhadoras de defesa antiaérea Type 96 25 mm (1,0 in) à prova de água, duas atrás e uma à frente da torre de comando. A arma de um único barril de 25 milímetros em um pedestal também foi localizado logo atrás da ponte. Uma arma Type 11 de 140 mm (5,5 in)  foi posicionado a ré do hangar. Foi a maior arma submarina em uso e tinha um alcance de 15.000 m (49.000 ft). Oito tubos lança-torpedos foram montados na proa, quatro acima e quatro abaixo. Não havia tubos de ré.
Arrumadas em um compartimento aberto no lado em frente do porto, apenas abaixo do convés superior, um guindaste foi usado para carregar os hidroaviões. A grua tinha um guindaste operado eletricamente e era capaz de levantar cerca de 5 toneladas. Era levantada mecanicamente a uma altura de 8 m (26 ft) através de um motor dentro do submarino. A altura foi estendida para um comprimento de 11,8 m (39 ft). Para isso foi construído um sistema especial para aparar os submarinos, permitindo-lhes ficar submersos em uma posição estacionária enquanto aguardavam o retorno de seus aviões de ataque e dando-lhes uma maior probabilidade de permanecer não detectados durante uma operação. Foram colocados dois conjuntos paralelos de cabos de desmagnetização, correndo da popa para a proa. Estes eram destinados a dissipar a carga estática que normalmente se acumula quando o casco de um navio desliza através da água, fazendo com que o aço no casco se deteriore ao longo do tempo.
A eletrônica a bordo do I-400 incluiu um radar modelo Mark 3 de busca aérea equipado com duas antenas separadas. Esta unidade foi capaz de detectar aviões dentro de um intervalo de 43 milhas náuticas (80 km; 49 milhas), embora os operadores de radar japoneses mais tarde admitiram que os aviões voando abaixo do padrão de antena poderia escapar à detecção completamente. As embarcações também tiveram radar de superfície modelo Mark 2 aéreos, em conjunto com antenas distintas em forma de chifre. Cada submarino possuía uma unidade E27 para a detecção passiva de transmissões de radar inimigo. Este dispositivo foi conectado a uma antena orientada dipolar e uma antena fixa não direcional composta de uma cesta de arame e duas hastes de metal.
Os submarinos eram equipados com dois periscópios de fabricação alemã, um para uso durante o dia e outro para a noite. Tinham cerca de 12,2 m (40 ft) de comprimento. Um revestimento especial feito a partir de uma mistura de goma, amianto e adesivos e com base em tecnologia alemã foi aplicado à casca da linha de água a quilha de esgoto. Este destinava-se a absorver ou difundir pulsos de sonar inimigo e diminuir reverberações das máquinas internas dos submarinos, tornando a detecção eletrônica quando submerso mais difícil.
O I-401, em maio de 1945 foi equipado com um esnórquel fornecido pelos alemães, um dispositivo de entrada hidráulica, que permitia entrada/saída de ar gerado no submarino durante funcionamento de seus motores diesel e a recarrega de suas baterias mantendo a profundidade de periscópio. Este reajuste ocorreu enquanto o submarino foi colocado acima de Kure para reparos depois de ser danificado por uma mina americana em Abril. O I-402 foi concluída imediatamente antes que a guerra terminasse, mas tinha sido convertido durante a construção em um petroleiro e nunca foi equipado com aeronaves.